# Chianti Rufina
Chianti Rufina is een rode wijn die uitsluitend geproduceerd wordt in (delen van) de gemeentes Dicomano, Londa, Rufina, Pelago en Pontassieve, ten oosten van de stad Florence in Toscane (Italië).
Chianti Rufina heeft het predicaat DOCG (Denominazione di Origine Controllata e Garantita). De wijn wordt verkregen uit 70-100 % Sangiovese druiven met per wijnmaker verschillende toevoegingen van rode druiven als Canaiolo Nero, Colorino, Cabernet Sauvignon of Merlot en de witte druiven Malvasia Bianca en Trebbiano toscano
Sinds de jaren 90 heeft de Chianti Rufina enige bekendheid verkregen, omdat de wijn vaak een hogere kwaliteit heeft dan een doorsnee Chianti.
Wanneer aan de voorwaarde van twee jaar lagering op fust en zes maanden rijping in de fles wordt voldaan, mag de wijn het predicaat "Riserva" hebben.
Sinds het einde van de jaren 90 kunnen de betere wijnen, die voldoen aan zwaardere eisen, de naam DOCG Chianti Superiore dragen. Hierbij doet men dan wel afstand van de eigen streeknaam "Rùfina".
Chianti Rufina moet niet verward worden met Chianti van de producent Ruffino uit Pontassieve. Deze grote producent levert een groot scala aan wijnen uit Toscane in uiteenlopende prijsklassen en kwaliteit.